# Wang Lijun
Wang Lijun (chinesisch 王立军, Pinyin Wáng Lìjūn; * 26. Dezember 1959 in Arxan) ist ein chinesischer Korruptionsermittler und Politiker. Er war Vizebürgermeister und Polizeichef von Chongqing. Er war eine wichtige Figur in einer Serie von Gerichtsprozessen gegen 1544 mutmaßliche Mitglieder des Organisierten Verbrechens zwischen Oktober 2009 und Juli 2010. Außerdem fungierte er als Vizebürgermeister und Polizeichef in Jinzhou, wo er unter Bo Xilai arbeitete und als dessen engster Vertrauter galt.

## Flucht in US-Konsulat
Am 2. Februar 2012 wurde Wang überraschend auf einen weniger prestigeträchtigen Posten versetzt. In der Folge gab die Behörde bekannt, dass Wang wegen „Überarbeitung und intensiven mentalen Stress“ nicht erreichbar sei und sich in einem „urlaubsähnlichen“ Zustand befinde. In verschiedenen chinesischen Medien wurde darüber spekuliert, Wang sei in das Konsulat der Vereinigten Staaten geflüchtet, das am 7. Februar überraschend von Polizeikräften umstellt worden war. Die Blockade wurde erst nach 24 Stunden aufgelöst. Das Konsulat bestätigte, dass Wang sich in dem Gebäude aufgehalten hat, machte darüber hinaus aber keine Angaben. Mehreren Medien zufolge ist er beim Verlassen des Konsulats verhaftet und nach Peking gebracht worden.
Nach Recherchen der New York Times hatte Wang belastendes Material über Bo Xilai und dessen Frau Gu Kailai bei sich. Nach 36-stündigen Verhandlungen sei Wang nicht den Bo Xilai unterstehenden, lokalen Behörden, sondern einem Vertreter der Regierung in Peking ausgeliefert worden.
Am 14. März gab die staatliche Nachrichtenagentur Xinhua bekannt, dass Wang alle seine Ämter verloren habe.
Am 5. September 2012 kündigte Xinhua an, dass Wang wegen Machtmissbrauch, der Annahme von Schmiergeldern, illegalen Abhörmaßnahmen und aufgrund seiner Flucht in das Konsulat als Überläufer angeklagt werde. Außerdem wird ihm vorgeworfen, Gu Kailai vor Strafverfolgung beschützt zu haben. Der Prozess begann am 17. September vor dem Mittleren Volksgericht in Chengdu und umfasste zwei Verhandlungstage. Teile des Prozesses waren nicht öffentlich, da sie angeblich Staatsgeheimnisse betrafen. Schließlich verurteilte ihn das Gericht in Chongqing am 24. September 2012 wegen Bestechlichkeit, Rechtsbeugung, Fahnenflucht und des Machtmissbrauchs zu 15 Jahren Gefängnis. Er verzichtete auf eine Berufung.

## Weblink
- Petra Kolonko: Ein Fall für die chinesischen Geschichtsbücher. Urteil gegen Polizeichef. In: Frankfurter Allgemeine Zeitung. 24. September 2012, abgerufen am 25. September 2012.